# Chengdu-Ebene
Die Chengdu-Ebene (chinesisch 成都平原, Pinyin Chéngdū Píngyuán) ist eine Ebene in Sichuan, Volksrepublik China. Sie liegt im Westen des Sichuan-Beckens. Größte Siedlung in der Ebene ist die namensgebende Stadt Chengdu. Die Chengdu-Ebene wird auch Chuanxi-Ebene bzw. Westsichuan-Ebene genannt (川西平原,  Chuānxī Píngyuán). In alten literarischen Quellen und auf einheimischen Sichuan-Dialekt (四川話 / 四川话,  Sìchuānhuà) ist diese Ebene auch bekannt als „Cuanxi-Bazi“ (川西壩子 / 川西坝子,  Chuānxī Bàzǐ). Manchmal wird diese Region unter Einheimischen poetisch auch als „Tianfu Pingyuan“ (天府平原,  Tiānfǔ Píngyuán – „paradische Ebene“).
Im Westen erstreckt sie sich bis zum Gebirge Qionglai Shan westlich von Dujiangyan, im Osten bis zum Longquan Shan (龍泉山 / 龙泉山,  Lóngquán Shān – „Drachenquellgebirge“) bei Jintang, im Norden bis zum Jiuding Shan (九頂山 / 九顶山,  Jiǔdǐng Shān – „Neun-Gipfel-Gebirge“) im Kreis Mao, im Süden bis zum Xiongpo Shan (熊坡山,  Xióngpō Shān – „Bärenhanggebirge“) bei Xinjin.